# InZOI
InZOI (estilizado "inZOI") es un próximo juego de simulación de vida desarrollado por inZOI Studio y distribuido por Krafton. Está previsto que el juego se lance para Microsoft Windows el 28 de marzo de 2025, con un lanzamiento posterior para las consolas de la generación actual. 

## Jugabilidad
InZOI se desarrolla en un entorno de mundo abierto, donde los jugadores pueden dirigir a sus personajes mediante apuntar y hacer clic o mediante control directo. Los jugadores pueden personalizar sus personajes y casas como deseen, así como editar los entornos.  
El jugador es un pasante en una empresa, cuyo trabajo es administrar un vecindario de personas virtuales llamado Zoi.  
Los jugadores podrán compartir sus creaciones y encontrar otras nuevas a través del lienzo del juego, e InZOI también vendrá con complementos para permitir la creación de mods fácilmente. 
El juego tiene un mundo abierto, así como un modo en el que uno puede controlar directamente un Zoi. El juego cuenta con vehículos conducibles, así como carreras "activas", donde el jugador puede hacer que los Zoi cumplan ciertas tareas. También permite la posibilidad de utilizar IA generativa para crear patrones en el juego. Cuenta con un fabricante de muebles a medida. Hay ocho necesidades, entre ellas el "reconocimiento". 

## Desarrollo
InZOI está siendo desarrollado por el estudio de juegos coreano inZOI Studio. El productor y director de InZOI es Hyungjun "Kjun" Kim.  El juego se está desarrollando utilizando Unreal Engine 5.  El desarrollo de inZOI comenzó a principios de 2023, con Krafton apuntando a crear un juego de simulación de vida que personifique la profundidad y la capacidad de acción del jugador. El equipo de desarrollo del juego estuvo compuesto por veteranos de la industria conocidos por su trabajo en juegos de simulación de alto perfil. Buscaron integrar algoritmos avanzados de IA que impulsan el comportamiento de los personajes, haciendo que las acciones e interacciones de cada Zoi sean lo más reales posible.  
El motor gráfico utilizado en inZOI fue desarrollado específicamente para renderizar entornos y personajes altamente detallados. Permite efectos de iluminación matizados, texturas realistas y expresiones faciales intrincadas, estableciendo un nuevo estándar visual para el género. 
Un aspecto importante del desarrollo del juego se centró en la plataforma "Canvas", un sistema integrado diseñado para que los creadores compartan su contenido personalizado. Este sistema ha sido fundamental para construir la comunidad de inZOI y fomentar un espacio compartido para la creatividad y la colaboración entre los jugadores. 
El creador de personajes se lanzó el 20 de agosto de 2024 en Steam . Estará disponible por tiempo limitado y se eliminará el 25 de agosto. En un momento dado llegó a tener 18.000 jugadores simultáneos. 